# Ruth Comfort Mitchell
Ruth Comfort Mitchell, coniugata Young (San Francisco, 21 luglio 1882 – Los Gatos, 18 febbraio 1954) è stata una scrittrice statunitense.

## Biografia
Nata in una facoltosa famiglia californiana, cominciò a dedicarsi alla letteratura da giovanissima, pubblicando una prima poesia appena quattordicenne sul Los Gatos Mail. Nel 1914 sposò Sanborn Young, imprenditore e futuro senatore, con cu si trasferì a New York.
Scrittrice prolifica, fu autrice di sedici romanzi (prevalentemente sentimentali), ma anche di poesie, racconti e atti unici per il teatro. I suoi racconti, prevalentemente scritti per un pubblico femminile, furono pubblicati su Ladies' Home Journal e Woman's Home Companion. Il suo romanzo Of Human Kindness, pubblicato nel 1940 in risposta a Furore di John Steinbeck, viene considerato la sua opera più famosa. Nel 1941 fu candidata al Premio Nobel per la letteratura, ma in quell'anno l'onorificenza non fu assegnata a nessuno.

## Opere (parziale)

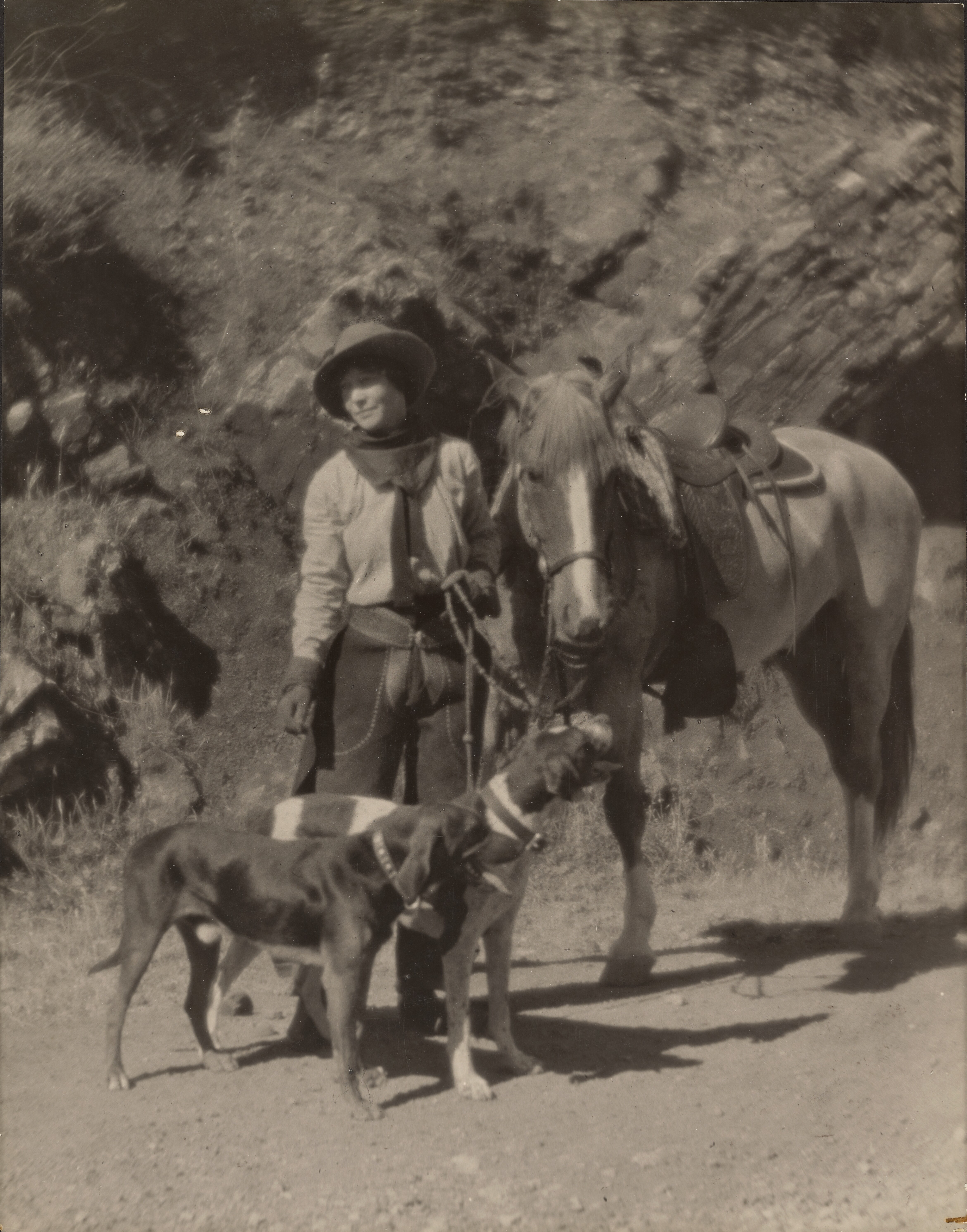
Ruth Comfort Mitchell nel 1924

- The Night Court and Other Verse (1916)
- Play the Game! (1921)
- Jane Journeys On (1922)
- Corduroy (1923)
- Narratives in Verse (1923)
- The Wishing Carpet (1926)
- Water (1931)
- The Legend of Susan Dane (1933)
- Old San Francisco Fire! (The Fifties) (1933)
- Strait Gate (1935)
- His wife could eat no lean (Contemporary California short stories) (1937)
- Of Human Kindness (1940)
- Dust of Mexico (1941)